# Pfrentschweiher (Teich)
Der Pfrentschweiher, auch Pfrentscher Weiher (tschechisch Vranečský rybník, auch Vraneč) war ein Fischteich bei Pfrentsch in der Oberpfalz. Er wurde 1362 angelegt und bestand bis 1840. Aufgestaut waren der Katharinabach sowie weitere – ebenfalls aus dem böhmischen Teil des Oberpfälzer Waldes zufließende – Nebenbäche (Rehlingbach, Tieflohbach, Natschbach, Mierbach), die sich in dem Teich zur Pfreimd vereinigten. Der Pfrentschweiher war im Mittelalter mit einer Ausdehnung von ca. 1300–1400 Tagwerk sowie einer Tiefe von ca. 7–8 Metern der flächengrößte Stausee in Bayern, möglicherweise auch in ganz Deutschland. Der teilweise erhaltene spätmittelalterliche und neuzeitliche Damm des Pfrentschweihers ist als Bodendenkmal D-3-6340-0038 ausgewiesen.

## Lage und Ausdehnung
Der Teich erstreckte sich östlich des Dorfes Pfrentsch, wo der Teichdamm erhalten ist, auf einer Länge von ca. sechs Kilometern in einer flachen Mulde bis auf böhmisches Gebiet. Die Breite lag bei ca. einem Kilometer, differierte jedoch entsprechend des Geländeprofils stark. Etwa mittig, an der Einmündung des Rehlingbaches, einschließlich dessen bis zur Steinernen Wöhr gefluteten Unterlaufs betrug sie ca. 1,7 Kilometer; unmittelbar unterhalb davon folgte eine Schmalstelle mit einer Breite von nur 350 m. Je nach Anspannung des Teichspiegels befanden sich im Pfrentschweiher mehrere Inseln. Anstelle der Pfreimdbrücke befand sich die Docke. In Böhmen schlossen sich ausgedehnte sumpfige Wiesen an den Teich an, die größte davon war die Kothwiese.
Auf der Teichstätte des Pfrentschweihers befindet sich heute mittig – an der Mündung des Rehlingbaches in den Katharinabach – der Weiler Pfrentschweiher. An ihrem östlichen Randbereich liegen die Einöden Rybničná (Weiherwiesenhaus) und Torfhäusl. Die Feuchtwiesen im oberen Teil der Teichstätte sind auf bayrischem Gebiet als Naturschutzgebiet Torflohe und Pfrentschwiese ausgewiesen, nördlich davon schließt sich in Tschechien des Naturreservat Jezírka u Rozvadova an.

## Geschichte
Am 11. Januar 1362 bewilligte Kaiser Karl IV. dem Besitzer der Herrschaft Pleystein, Johann von Leuchtenberg die Anlegung eines großen Fischteiches zwischen Eslarn und Waidhaus, der zugleich als Wasserreservoir für die Hammerwerke und Mühlen an der Pfreimd dienen sollte. Der Kaiser überließ zugleich seinen engen Vertrauten Johann und Ulrich von Leuchtenberg auch die durch die Aufstauung eingeteichten Felder, Wiesen und Wälder in Böhmen, die etwa ein Drittel der Teichfläche ausmachten und zur königlichen Burg Pfraumberg gehörten. Letztere sollten wieder an böhmischen Krone zurückfallen, falls der Weiher aufgegeben würde. Die Docke wurde von italienischen Zimmerleuten hergestellt. Der unterhalb des Teiches befindliche Hammer zu Pfrentsch wurde 1387 in der Oberpfälzer Hammereinigung erstmals erwähnt.
Pfalzgraf Johann von Pfalz-Neumarkt, der Pleystein 1418 von den Landgrafen von Leuchtenberg erworben hatte, bekämpfte während der Hussitenkriege ab 1419 mit einem Kreuzfahrerheer die Hussiten. Im Jahre 1426 stachen Hussiten den Damm des Pfrentschweihers an, ließen den Teich ablaufen und stahlen die Fische. Danach blieb bei den Bewohnern der Orte an der Pfreimd die Sorge vor weiteren Überflutungen. Auf Grund der wenig ertragreichen Fischwirtschaft ließ Pfalzgraf Johann die Vor- und Nachteile einer Trockenlegung des Pfrentschweihers begutachten, wobei ihn die wahrscheinliche Gebietsrückgabe an Böhmen von dem Vorhaben abhielt.

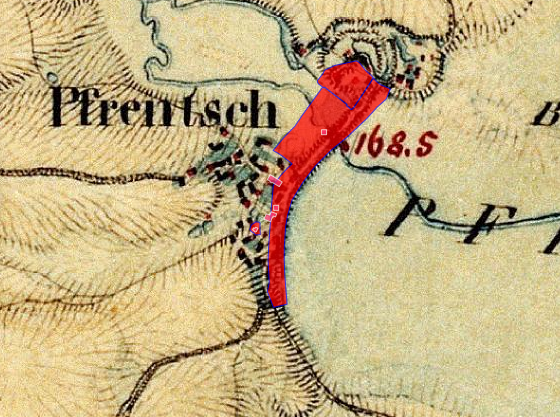
Damm des Pfrentschweihers mit Areal des abgegangenen Hammerschlosses Pfrentsch auf dem Urkataster von Bayern

1599 brach der Damm des Pfrentschweihers. Zwischen 1605 und 1615 erhielt der Teich einen neuen Damm mit einer Docke aus Quadersteinen, deren Herstellungskosten bei über 10.000 Gulden lagen. Im Jahre 1671 erfolgte eine kartographische Aufnahme des Teiches, die im Staatsarchiv Amberg erhalten ist. Seit der Mitte des 17. Jahrhunderts war der Weiher die meiste Zeit zusammen mit dem Hammergut Pfrentsch verpachtet und zuletzt Teil des Landsassengutes Pfrentsch.
Wegen der Unrentabilität der Teichwirtschaft im Pfrentschweiher erfolgte 1806 eine juristische Bewertung der Urkunde von 1362 bezüglich des Grenzverlaufs, die zur Erkenntnis führte, dass die Teichstätte als bayerisches Staatsgebiet anzusehen sei und die Trockenlegung empfahl. Zunächst wurde davon abgesehen und lediglich entlang des böhmischen Ufers zwanzig bayerische Grenzsteine gesetzt. Nachdem Proteste aus Böhmen ausblieben, wurde der ohne Besatz gebliebene Teich schließlich abgefischt. Die überraschend ergiebige Fischernte führte dazu, dass sich ein neuer Pächter für den Pfrentschweiher anbot. Nachdem auch dessen Nachfolger nicht den gewünschten wirtschaftlichen Erfolg erzielten, wurde der Pfrentschweiher am 28. Oktober 1840 letztmals abgefischt und danach trockengelegt.
Auf der Teichstätte wurde 1855 die erste bayerische Wiesenbauschule errichtet, aus der der heutige Weiler Pfrentschweiher hervorging.

## Fischwirtschaft
Die Fischerei in dem Teich und die Nutzung der angrenzenden Flächen führten öfters zu Zwistigkeiten. Zwischen 1497 und 1499 stritten sich die Herrschaften Treswitz und Pfraumberg wegen der Fischereirechte am böhmischen Ufer des Pfrentschweihers. Größere Schäden entstanden durch den Fischdiebstahl, zu dessen Verhinderung zeitweilig Wachen aufgestellt wurden. Nach Ausbruch des Dreißigjährigen Krieges quartierten sich im Juni 1621 Mansfeldische Truppen in Lohma ein; sie plünderten und verwüsteten u. a. das Hammerschloss Pfrentsch und den Hammer in Premhof sowie wahrscheinlich auch den Pfrentschweiher. Zur Abschreckung wurde schließlich auf den Fischdiebstahl die Todesstrafe ausgerufen und 1723 auf dem Damm ein Galgen aufgestellt, der 1780 umstürzte.
Für die auf böhmischen Gebiet liegenden östlichen Zipfel des Pfrentschweiher war der Fideikommissherrschaft Maierhöfen mit Pfraumberg von der bayerischen Regierung eine Vergütung aus dem Fischertrag zugestanden worden.

## Sage von der versunkenen Stadt im Pfrentschweiher
„Bei Pfrentsch in der Oberpfalz nahe der böhmischen Gränze war früher ein großer Weiher, welcher jetzt zum größten Theile trocken gelegt ist. Durch denselben fließt die Pfrentsch, die an einer Stelle einen Kessel von unergründlicher Tiefe bildet. Da wo der Pfrentschweiher lag, war aber vor Alters eine Stadt, welche versunken ist. Nichts ist davon übrig geblieben, als das Schlößchen am Ende des Weihers mit einigen Nebengebäuden. In gedachtem Kessel befindet sich ein großer Hecht, der so alt ist, daß auf ihm Moos und Binsen wachsen. Dieser Hecht trägt einen Schlüssel an einem Bande und wer ihn fängt, soll mit Hülfe dieses Schlüssels die alte Stadt wieder emporheben können. Am Ausgange des Weihers liegen mehrere sumpfige Stellen, die Kräh genannt. Dort geschieht allerhand Spuk, und mancher Betrunkene, der da vorüberging, ist schon in den Sumpf hineingezogen worden. Es wohnte nämlich auf dem Ulrichsberg zwischen Vohenstrauß, Pfrentsch und Weidung ein Einsiedler, der die Kunst verstand, die Geister zu vertragen. Wo damals ein böser Geist hauste und die Leute peinigte, da wußte der Einsiedler Rath. Er steckte den Geist in seinen Sack und lud ihn in dem Sumpfe am Pfrentschweiher ab. Einmal kehrte er mit seinem Sacke bei einem Förster ein, da meinten die Kinder, Bilder, Rosenkränze oder Fingerringe im Sacke zu finden und wollten ihn öffnen. Sie sahen aber deutlich, wie sich im Sacke etwas rührte, auch war er so schwer, daß ihn der Eremit kaum tragen konnte. Hätten sie ihn geöffnet, der Geist wäre sicher in die Kinder gefahren.“